# Birchinia
La Birchinia, o colli Birchini (in sloveno Brkini), è un insieme di colli marnoso-arenacei della Slovenia sud-occidentale.

## Descrizione
Sono delimitati a nord dal bacino del fiume Timavo superiore, che li separa dal Carso Carniolino, a sud dal solco di Castelnuovo, o Valsecca di Castelnuovo (in sloveno Matarsko Podolje), che li separa dalla Cicceria e a ovest dalla depressione di Divaccia, che li separa dal Carso Triestino.
La struttura del sopracitato solco è caratterizzata dalla linea di contatto, longitudinale rispetto al solco stesso, tra la formazione del Flysch e il complesso calcareo stratificamente inferiore.
Proprio da questi colli si sono sviluppati numerosi bacini idrici chiusi i cui corsi d'acqua, nella fase terminale, si inabissano in inghiottitoi all'altezza del contatto tra il Flysch e la formazione calcarea. 
Dai risultati di uno studio di una serie di tracciamenti eseguiti nell'area tra il 1986 e il 1987 emerge l'esistenza di collegamenti diretti tra alcuni inghiottitoi dei colli Birchini e le sorgenti del fiume Ospo e del fiume Risano.